# Peter Løhde
Peter Løhde Dalsgaard Thomsen (født 22. juli 1991) er en dansk journalist, radiovært og podcastpersonlighed.
Han er opvokset i Aulum og begyndte som radiovært på Aulum Lokalradio som 13-årig.
Han blev student fra Herning Gymnasium i 2010 og herefter uddannet journalist fra Danmarks Medie- og Journalisthøjskole og cand. public fra Aarhus Universitet.
Peter Løhde er sammen med Alexander Janku kendt for at være vært på podcasten Vanvittig Verdenshistorie samt for hans arbejde som radiovært på Radio4s program Kraniebrud. Derudover er han med til at producere og tilrettelægge Radio4s program Vildspor.
Foruden dette optræder Peter Løhde jævnligt som stand-up komiker.

## Udmærkelser
Vinder af Kristeligt Dagblads Tro, Etik og Eksistens-pris i 2016 for webprojekt om gravide kræftpatienter. Prisen vandt han sammen med Jan Briks Madsen.
Nomineret til Podcastprisen 2020 i kategorien Årets nørderi for Vanvittig Verdenshistorie, sammen med Alexander Janku.